# 船帆座KT
船帆座KT，又名CP-52 1605，HD 74535、SAO 236202、HR 3466，是船帆座的一颗恒星，视星等为5.52，位于銀經270.58，銀緯-6.67，其B1900.0坐标为赤經8h 39m 26.9s，赤緯-52° -6.67′ 28″。